# Jay Brannan
Jay Brannan, född 1982 i Texas, är en amerikansk sångare och skådespelare. Han blev känd genom att han släppt sina låtar på sajten YouTube.

## Musikkarriär
Brannan släpper främst sin musik på internetsidan YouTube. Hans mest berömda låt heter "Soda Shop" och den blev känd just genom YouTube, där den ligger på topp tio av mest sedda bidrag. Andra låtar han har gjort är till exempel "Ever After Happily". 
Musikbolaget iTunes har släppt några av Jay Brannans låtar i sin egen Musicstore där de kan köpas.
Unmastered är Jay Brannans första skiva. EP'n släpptes den 4 april 2007 i iTunes Musicstore. Den innehåller fyra spår och alla har även släppts på YouTube.

## Skådespelarkarriär
Jay Brannan har medverkat i filmen Shortbus. Den handlar mycket om sex och det är mycket naket i filmen. Brannan framför sin låt "Soda Shop" en gång under filmen.

## Diskografi (urval)
Studioalbum
- 2008 – Goddamned
- 2009 – In Living Cover
- 2012 – Rob Me Blind
- 2014 – Always, Then, & Now

EP,s
- 2007 – Unmastered
- 2013 – Around the World in 80 Jays
- 2016 – New York, New York